# 곤지암고등학교
곤지암고등학교(昆池岩高等學校)는 대한민국 경기도 광주시 곤지암읍 곤지암리에 있는 공립 고등학교이다.

## 학교 연혁
- 1970년 3월 5일 : 광주축산고등학교 개교
- 1970년 3월 5일 : 초대 권경태 교장 취임
- 1974년 1월 5일 : 광주상업고등학교 교명 변경(상과 6학급)
- 2001년 3월 1일 : 전산실 2개실 및 급식소 증축
- 2002년 3월 1일 : 광주정보산업고등학교로 교명 변경
- 2004년 3월 1일 : 곤지암고등학교로 교명 변경
- 2004년 5월 30일 : 신관 신축(5개층)
- 2014년 11월 24일 : 체육관 신축
- 2018년 3월 31일 : 학과 개편(보통과 15, IT콘텐츠과, SW미디어과, 서비스경영과, 비서회계과)
- 2019년 5월 26일 : 급식실, 꿈나래관 신축
- 2021년 7월 19일 : 그린스마트 미래학교 사업 확정(2021~2024)
- 2023년 3월 1일 : 제21대 황병태 교장 취임
- 2024년 1월 5일 : 제48회 92명 졸업(누적 8,259명)
- 2024년 3월 4일 : 신입생 167명 입학

## 설치 학과
- 7차일반
- 서비스경영과
- SW미디어과
- 비서회계과
- IT콘텐츠과

## 참고 자료
- 곤지암고등학교 - 한국교육학술정보원 학교알리미